# 毛骗
《毛骗》是2010年至2015年间播出的系列网络剧，分为第一季（20集）、第二季（14集）和终结篇（10集），由李洪绸等执导，安宁、赵宁、杨羽、黎伟、邢冬冬、汪小壹、邵庄、车志刚、包志强等主演。

## 主要演员
| 演员   | 角色   | 介绍 |
| 趙寧   | 趙寧   | 團隊第一任領導者，一手組織成立團隊並擔任行動主要策劃。其父趙常樂是一個老實的商人，卻因心地善良被騙破產而後自殺。趙寧因此成為騙子並立志為父報仇。善於放長線釣大魚，計劃周密，鮮有失誤，並為團隊定下了不騙老實人、偷服務於騙等一系列原則。依靠其他隊友及張軍的幫助下擊敗了陳東、狐狸二哥等強大的對手。 |
| 安寧   | 安寧   | 从小家庭不和睦的问题少女。为人外冷内热，不轻易相信他人，与赵宁是至交。第一季中假扮市委秘书何照依的女儿何云熙而得到其关怀因而心怀愧疚。安宁善于利用自身美貌骗取他人信任，虽然性格冷漠，但在行骗时故作热情构建关系对她来说轻而易举。安宁也能偶尔布下小局且直觉灵敏，是团队中不可或缺的角色。           |
| 楊羽   | 小寶   | 从小随其父骗吃骗喝长大，拥有出色的街头骗术和生活经验，后主动找到赵宁要求入伙，向赵宁展示其实力后得到认可。为人乐观善良，有侠盗之风，善于随机应变，出奇制胜，是一个像弹簧一样遇强则强的人物。多次凭借令人意想不到的精妙布局化险为夷。经过赵宁指导与自身实践，第二季中成长极为可观。团队第二任领导者。 |
| 邢冬冬 | 邢冬冬 | 性格最为直率，身世最为神秘的主角。邢冬冬为本剧第一神偷，其偷窃本领出神入化，江湖绰号神偷冬冬枪，并善于开锁和表演。在入伙之前与赵宁不打不相识，后因赵宁看重其才能而应邀入伙。冬冬行事往往主观意识较强，爱贪小便宜，有秘密常常自己一个人处理，缺乏团队意识。生活中是一个幽默随和的人。                 |
| 黎偉   | 黎偉   | 曾连续十年参加高考，但都因为种种原因与清华失之交臂，后因心系安宁谢绝麻省理工的邀请，继续行骗。黎伟心思缜密，是典型的跨学科综合性人才，团队所需各种硬件软件以及多媒体假象全部自他手。黎伟是一个性格相对复杂的人，其博学程度在街头毛骗中极为罕见，使得团队在行骗过程中高出他人一筹。                   |
| 于哲   | 毛三   | |
| 車志剛 | 二哥   | 狐狸二哥。不喜歡光亮。 |
| 汪小壹 | 甜甜   | 狐狸二哥的部下。 |
| 王秀月 | 古朋月 | 狐狸二哥的部下。 |
| 邵庄   | 邵庄   | 第一季客串，第二季主演之一。 |
| 耿晓辉 | 耿晓辉 | 第二季主演之一。 |
|        |        | |